# Polyommatus damocles
Polyommatus damocles is een vlinder uit de familie van de Lycaenidae. De wetenschappelijke naam is voor het eerst gepubliceerd in 1844 door Herrich-Schäffer.

## Verspreiding
De soort komt voor in Oekraïne (de Krim), Europees Rusland en Turkije.

## Waardplanten
De rupsen leven op Hedysarum candidum, Hedysarum grandiflorum en Hedysarum biebersteinii.

## Ondersoorten
- Polyommatus damocles damocles (Herrich-Schäffer, 1844)
  - = Agrodiaetus damocles damocles (Herrich-Schäffer, 1844)
- Polyommatus damocles krymaea (Sheljuzhko, 1928)
- Polyommatus damocles rossicus Dantchenko & Lukhtanov, 1993
  - = Polyommatus (Agrodiaetus) damocles rossicus Dantchenko & Lukhtanov, 1993
- Polyommatus damocles kanduli (Dantchenko & Lukhtanov, 2002)
  - = Agrodiaetus damocles kanduli Dantchenko & Lukhtanov, 2002
- Polyommatus damocles tortumensis (Carbonell, 2003)
  - = Agrodiaetus damocles tortumensis Carbonell, 2003
- Polyommatus damocles urartua (Carbonell, 2003)
  - = Agrodiaetus damocles urartua Carbonell, 2003